# Districte de Lisboa
El Districte de Lisboa és un districte portuguès que pertany completament a la província tradicional d'Estremadura. Limita al nord amb el Districte de Leiria; a l'est, amb el Districte de Santarém; al sud, amb el Districte de Setúbal; i a l'oest, amb l'oceà Atlàntic. Ocupa una àrea de 2.761 km² (és el 15è districte portuguès més gran). La seva població resident (cens 2001) és de 2.135.992 habitants. La seu del districte és Lisboa.
El districte de Lisboa se subdivideix en els següents 16 municipis:
- Alenquer [Oeste]
- Amadora [Gran Lisboa]
- Arruda dos Vinhos [Oeste]
- Azambuja [Leziria do Tejo]
- Cadaval [Oeste]
- Cascais [Gran Lisboa]
- Lisboa [Gran Lisboa]
- Loures [Gran Lisboa]
- Lourinhã [Oeste]
- Mafra [Gran Lisboa]
- Odivelas [Gran Lisboa]
- Oeiras [Gran Lisboa]
- Sintra [Gran Lisboa]
- Sobral de Monte Agraço [Oeste]
- Torres Vedras [Oeste]
- Vila Franca de Xira [Gran Lisboa]

Fins a 2002 el districte estava totalment integrat en la Regió de Lisboa i Valle do Tejo, de la qual constituïx el nucli principal, i es dividia en dues subregions: Gran Lisboa i Oest, tot mantenint encara un municipi en la Lezíria do Teixeixo. Després d'aquesta data, la Regió de Lisboa i Valle do Tejo va ser profundament reduïda, i renomenada com a Regió de Lisboa. Actualment, només hi ha la subregió de la Gran Lisboa; una part de la Regió de Lisboa; l'Oest va passar a la regió Centre; i la Lezíria do Tejo, a l'Alentejo.

## Ciutats principals
Lisboa, Amadora, Odivelas, Torres Vedras, Agualva-Cacem i Queluz (les dues darreres en el municipi de Sintra).

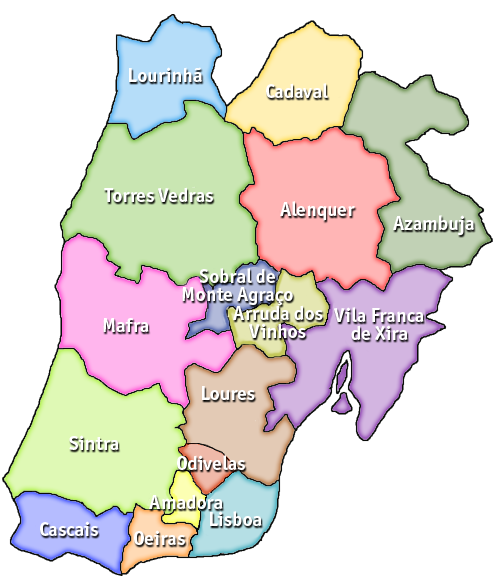
Concelhos del Districte de Lisboa